# 格罗宁根-埃尔德机场
格罗宁根机场（全稱：格罗宁根-埃尔德机场）是荷蘭東北部的一個小型國際機場，主要服務城市是格羅寧根。實際位置位於德倫特省的小鎮埃爾德，位於格羅寧根南方8.9公里。最早的機場於於1931年5月23日開放，現今機場的名稱則於1988年訂定。
- 泛航航空波音737-800，於格罗宁根-埃尔德机场（2007年）

2015年，格羅寧根機場機場接待了220,710名乘客，提供往歐洲的預定和假日包機服務。該機場還是荷航飛行學院，北荷蘭航空俱樂部和通用企業的基地。